# Emak Bakia
Emak Bakia ist ein surrealistischer Avantgardefilm des US-amerikanischen Künstlers Man Ray. Der Film wurde im Herbst 1926 in Paris uraufgeführt und hatte im Frühjahr 1927 Premiere in New York. Emak Bakia ist ein baskischer Ausdruck und bedeutet so viel wie: „Gib uns eine Pause“.

## Inhalt
Der Film beginnt mit einer Aufnahme von Man Ray hinter der Kamera; zur Jazzmusik von Django Reinhardt beginnt eine Sequenz sich drehender scharfer und unscharfer kristalliner Formen und Spiegelungen, die in eine Blumenwiese überblenden, dann erscheinen tanzende Stecknadeln und Kreisel als Rayographien, es erscheint eine wandernde Leuchtschrift, dann erscheint ein Auge in Großaufnahme in Überblendung mittig zu einem Paar Autoscheinwerfer und bildet so ein „dreiäugiges Gesicht“. Nun sieht man eine seltsame dünne Person (Rose Wheeler) mit Kappe und Schutzbrille, die in einem Automobil sitzt und losfährt. Die schnelle Fahrt führt durch eine enge Straße und geht in eine von Baumreihen umfasste Landstraße über; das Auto rast plötzlich in eine Schafherde die Kamera schwankt und stoppt; die Kameraperspektive schwenkt zum Trittbrett des Wagens und unterschiedliche Beinpaare verlassen in zeitverzögerten Überblendungen das Auto; damit wird eine rhythmische Sequenz von Nahaufnahmen eingeleitet: ein Damenbeinpaar, das Charleston tanzt und eine Hand, die dazu Banjo spielt. In der nächsten Episode verfolgt die Kamera eine Frau in ihr Boudoir und beobachtet sie beim Schminken, dann richtet sich der Blick zu einem Balkon verlässt die Frau und schwenkt schließlich über eine Steilküste zum Strand; nun folgt wieder eine Sequenz von Nahaufnahmen: Ein Beinpaar im Sand liegend, Meeresschaumkronen und Sonnenblitzer in den Wellen der Brandung, dann scheint die Kamera unterzutauchen und schemenhaft werden Fische sichtbar, die mit ihren Schatten spielen, plötzlich sieht man eine sich drehende Figur aus Kork, dann hüpft in kurzer Tricksequenz der Schattenriss eines Mannes über ein vorgegebenes Gitternetz, die Kamera blendet ab und die Leuchtschriftbanderole erscheint wieder und zeigt den Text „Nacht für Nacht in der Zauberstadt“. Dann folgt das Porträt eines erwachenden Mädchens mit Sommersprossen und wieder folgen unscharfe, sich um eine imaginäre Achse drehende Spiegelelemente, das Sujet des erwachenden Gesichtes wird noch zweimal aufgegriffen: einmal lächelnd und einmal ernst dreinblickend mit der Andeutung zu sprechen. Vor der letzten Episode stoppt das Geschehen und es folgt die Einblendung eines Untertitels mit dem Satz „Begründung dieser Extravaganz“. Nun mutmaßt der Betrachter das Geschehen würde im folgenden Realfilm erklärt werden: Ein Automobil hält vor einer Haustür und ein Mann steigt mit einem Aktenkoffer aus dem Wagen und betritt den Hausflur; er öffnet den Koffer und zerreißt die sich darin befindenden Hemdkragen, die auf den Boden fallen und – rückwärts gedreht – engelsgleich wieder nach oben zu schweben scheinen und dabei zur Melodie des Walzers „Die lustige Witwe“ umeinander tanzen, dann reißt sich Rigaut den eigenen Kragen vom Hals. Der Film endet mit dem Gesicht von Kiki de Montparnasse, die ein falsches Augenpaar auf ihre Augenlider gemalt hat; amüsiert lächelt sie in die Kamera und öffnet den Mund um das Wort Finis (Ende) zu zeigen, das auf ihre Zähne gemalt ist.

## Hintergrund
Man Ray erhielt im Frühjahr 1926 ein Angebot und einen Vertrag des US-amerikanischen Finanzmagnatenpaares Arthur und Rose Wheeler für mehrere Filmproduktionen. Wheeler sicherte Man Ray eine Summe von insgesamt 10.000 US-Dollar für die Fertigstellung eines Films innerhalb eines Jahres zu. Emak Bakia war nach dem Kurzfilm Retour à la raison (1923) Man Rays erstes großes Filmprojekt. Die Dreharbeiten begannen im Mai 1926 in Biarritz.
Der Film sollte, wie der Untertitel cinepoeme ankündigte, eine „visuelle Poesie“ werden. Man Ray skizzierte den Film als „eine Pause für Reflexionen über den gegenwärtigen Zustand des Kinos [...] ‚Emak Bakia‘ ist ein Streifen, der sich aus Improvisationen zusammensetzt. Diese sind nur auf begrenzte Ausschnitte von Raum und auf unterschiedliche, wechselnde Blickwinkel konzentriert.“

## Rezeption
Die damaligen Kritiker ignorierten den Film. Das Medium Film galt zu der Zeit nicht als Kunst und so blieb Emak Bakia außerhalb der New Yorker Avantgarde unbekannt. Erst in späteren Jahren fand der Film ebenso wie Man Ray nachfolgende Produktionen L’Étoile de mer (1928) und Le Mystères du château de Dés (1929) Beachtung und gilt neben Luis Buñuels und Salvador Dalís Aufsehen erregenden Werken Ein andalusischer Hund (1928) und L’Age d’Or (Das goldene Zeitalter), als Pionierarbeit des poetisch-surrealistischen Experimentalfilms.